# 804

## Починали
- 19 май – Алкуин, английски духовник